# Verdes (Coristanco)
Verdes (llamada oficialmente Santo Adrán de Verdes) es una parroquia española del municipio de Coristanco, en la provincia de La Coruña, Galicia.

## Otras denominaciones
La parroquia también es conocida por el nombre de San Adrián de Verdes.

## Entidades de población
Entidades de población que forman parte de la parroquia:
- Erbelleira (A Ervelleira)
- Morazás (O Morazás)
- Ponte
- A Gandra
- O Vilar

## Demografía
| Gráfica de evolución demográfica de Verdes entre 2000 y 2019 |
|                                                              |
| Datos según el nomenclátor publicado por el INE.             |